# Карл Йоахім Андерсен
Карл Йоахім Андерсен (дан. Karl Joachim Andersen; 29 квітня 1847, Копенгаген — 7 травня 1909, Копенгаген) — данський флейтист, композитор і диригент. Був одним з найзнаменитіших виконавців і композиторів свого часу.

## Біографія
Як і його молодший брат, Карл навчався у свого батька Крістіана Йоахіма, флейтиста і композитора. У дитинстві виступав у театрі Казино в Копенгагені в дуеті з настільки ж юним арфистом Францем Пеніцем. Починаючи з 13 років і до 1868 року був першим флейтистом в оркестрі Копенгагена, яким керував Нільс Гаде. З 1869 по 1878 роки працював в Королівській капелі в Копенгагені. У 1878 — 1880 роки працював в оркестрі Санкт-Петербурзької королівської капели. У 1881 році переїздить до Німеччини. У 1882 році став одним із засновників Берлінського філармонічного оркестру, де до 1893 грав першу флейту.
У 1893 Андерсен припинив виконавську діяльність через параліч мови (в даному випадку, можливо, один із симптомів захворювання на сифіліс). В 1894 став диригентом театру Тіволі в Копенгагені. У 1897 заснував оркестрову школу, де до самої своєї смерті працював директором і викладачем. У 1905 році королівським указом Андерсен був вшанований дворянським званням.
Грав на флейтах простих систем, хоча багато його учнів, серед яких відомі флейтисти Еміль Прілль і Арі ван Левена, грали на флейтах системи Бема.
Автор близько 70 творів творів для флейти. Найбільшу популярність у навчальній практиці завоювали етюди Андерсена, яких він написав понад 8 зошитів.

## Твори
- тв.2 — Угорська фантазія (Ungarsk fantasi);
- тв.3 — Концертна п'єса (Koncertstykke);
- тв.5 — Балада і танець сильфів (Ballade et danse des Sylphes);
- тв.6 — Салонна п'єса (Morceaux de Salon);
- тв.7 — Експромт;
- тв.8 — Moto Perpetuo;
- тв.9 — На березі річки (Au Bord de la Mer);
- тв.10 — Тарантела;
- тв.15 — Етюди для флейти[8].